# سفارت استرالیا در پاریس
سفارت استرالیا در پاریس (به فرانسوی: Ambassade d'Australie en France) یک منطقهٔ مسکونی و نمایندگی سیاسی این کشور در فرانسه است که در پاریس واقع شده‌است.